# Carimmat
Carimmat est une application mobile de rencontre par plaque d’immatriculation, disponible sur IOS et Android. Cette application française permet de faire des rencontres à proximité grâce à la géolocalisation en temps réel, mais aussi entre automobilistes grâce à leur plaque d'immatriculation.

## Histoire
Carimmat (prononcé [karimat]) apparaît en octobre 2019, à l’initiative de Tristan Berguer. Il s’agit de la première application de rencontre par plaque d’immatriculation,.
En janvier 2021, la deuxième version de l’application lui permet d’acquérir de nouveaux membres, notamment en Belgique, au Luxembourg et en Suisse. Avec cette version n°2, l’identité visuelle ainsi que l’ergonomie de l’application mobile sont revues. L’application devient disponible sous le modèle freemium, c’est-à-dire gratuite au téléchargement mais avec une possibilité d’acheter un abonnement premium pour avoir plus de fonctionnalités.
Fin 2021 il devient nécessaire pour la start-up de réaliser une levée de fonds afin d’augmenter ses moyens, tant en capital humain qu’en capital technique (développement, fonctionnalités…). La société parvient à effectuer un premier tour de table de 500 000 € avec des investisseurs privés. 
Début 2022, Carimmat se lance à l’international, en traduisant l’application dans six langues (Français, Anglais, Allemand, Espagnol, Italien, Russe) et en s’ouvrant sur l’Espagne, L’Italie, L’Allemagne et la Russie.
En mars 2022, l’application revendique sur son site internet plus de 100 000 utilisateurs actifs.

## Utilisations et fonctionnement de l’application
Carimmat permet de rentrer en contact avec un autre automobiliste inscrit sur l’application grâce à son véhicule ou simplement à proximité, pour diverses raisons. Par exemple, l’application peut être utilisée pour signaler un dysfonctionnement dans une voiture (problème de feux), pour vendre son véhicule sans mettre son numéro sur la vitre, pour signaler le vol d’une voiture ou encore pour faire des rencontres, ce dernier cas étant l’usage le plus courant.
L’application mobile présente différentes fonctionnalités comme la recherche de personnes “autour de vous”, le swipe-up, le chat ou encore une barre de recherche pour rechercher une plaque d’immatriculation. Des fonctionnalités inédites ont aussi été intégrées comme le floutage des photos dans le chat afin d’éviter les photos non désirées ou encore l’envoi d’un message de contact unique sans possibilité d’envoyer un deuxième message tant que le destinataire ne répond pas en retour. Ces fonctionnalités se veulent anti-cyberharcèlement.